# Rima Galilaei
La Rima Galilaei è una struttura geologica della superficie della Luna.